# 張維璽
張 維璽（ちょう いじ）は中華民国の軍人。北京政府、国民軍に属し、馮玉祥配下の「十三太保」の1人と称される。後に汪兆銘（汪精衛）の南京国民政府に参加したとも言われるが、異説も存在する。字は楚玉。

## 事績
東三省武備学堂で学ぶ。1911年（宣統3年）の灤州起義では、馮玉祥配下で排長をつとめた。中華民国成立後も、馮玉祥率いる第16混成旅、第11師で順調に昇進している。1924年（民国13年）には旅長となった。
1926年（民国15年）7月、張維璽は西北軍第13師師長となる。同年12月には第13軍軍長、1927年（民国16年）には第13路総司令、1928年（民国17年）には第6方面軍総指揮と歴任した。1930年（民国19年）の中原大戦では、馮玉祥配下で第7路軍総指揮兼第8軍軍長、南路総司令などを務めた。敗北後、張維璽は陸軍大学特別班で学習するなどしたが、総じて不遇を託つこととなる。
1943年（民国32年）、国民軍以来の僚友孫良誠とともに、南京国民政府（汪兆銘政権）に投降した。張維璽は開封綏靖公署副主任、第2方面軍副総司令として孫良誠を補佐する。しかし、後にある友人から叱責を受けたために、張維璽は羞恥を覚え、わずか3カ月で辞任したという。ただし、張維璽は父・妻を日本側に拘束され、脅迫を受けながらも、これら職位への就任はあくまで拒んだとの説もある。
1944年（民国33年）、病没。享年56。なお、死亡地点と死因も説が分かれており、汪兆銘政権に投降したとの説では「天津で病死」、拒否したとの説では「江蘇省泰州で病死（日本側による毒殺説あり）」となっている。